# クタドゥグ・ビリグ

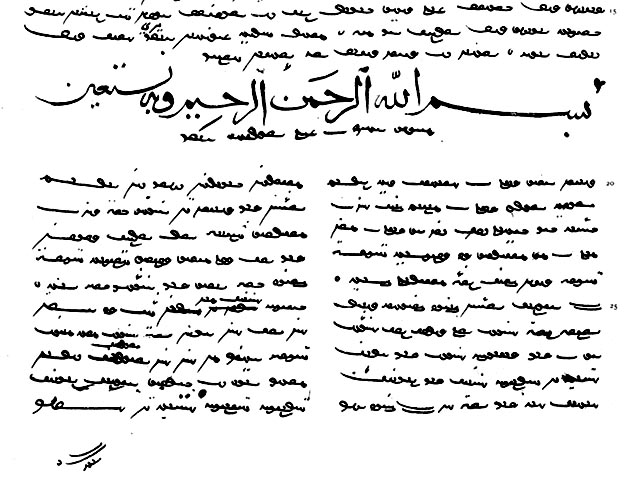
1890年にV.V.Radlovによって発行された『クタドゥグ・ビリグ』ウィーン本ファクシミリ版本文10頁。ウイグル文字が使われている。

『クタドゥグ・ビリグ』（Qutadğu Bilig）とは、チュルク語の長編詩。作品名は「幸福になるための知恵」を意味する。カラハン朝のユースフ・ハーッス・ハージブによって書かれた、現存するチュルク・イスラーム文学最古の作品である。1069年/70年にユースフ・ハーッス・ハージブはカシュガルを支配する東カラハン朝の君主ハサン・ビン・スライマーンにこの書を献呈した。『クタドゥグ・ビリグ』は高い評価を受け、ユースフは大侍従（ウルグ・ハーッス・ハージブ）の称号を与えられた。

## 概略
『クタドゥグ・ビリグ』は教訓詩に分類され、キュン・トゥグドゥ王と3人の家臣の対話を通して、読み手である君主に道徳的・実用的な知識を与えることが意図されている。主要な登場人物である王、宰相、宰相の子、宰相の兄弟はそれぞれ「公正、正義」「幸福」「知恵、理性」「終末」の象徴であり、「幸福」「公正」「知恵」といった抽象的なテーマや「人付き合いの方法」「結婚について注意するべきこと」「育児」といった具体的なテーマについての問答を行っている。作品の全体を通して、国家・統治は宗教のみに依拠することはできず、正義と理性に基づいて行うべきだという主張が述べられている。
詩には『シャー・ナーメ』の韻律が採用されており、著者のユースフは「ペルシア人はこの書にチュルクのシャー・ナーメという名を冠するだろう」と述べている。詩は『シャー・ナーメ』と同じムタカーリブの韻律によるマスナヴィー体の形式をとり、本編の詩と異なる押韻が用いられた約200編の箴言的な意味合いの四行詩が引用という形式をとって組み込まれている。詩には比喩、暗喩、言葉遊びが多く用いられているため、容易な文とは言いがたい。ロシアの東洋学者ワシーリィ・バルトリドは作品にはチュルクの伝説との繋がりを見いだせず、ペルシア的道徳とイスラームの敬神の精神が反映されていると評している。しかし、作中にはチュルクの称号を持つ人物の言葉、チュルク語の諺が引用されており、チュルク系諸民族の伝承に共通する要素、イスラーム化以前の古代チュルク語詩の伝統との関連が指摘されている。1909年にはウラル川沿岸のサライチクで『クタドゥグ・ビリグ』の数行の詩が刻まれた土製の水差しが出土しており、『クタドゥグ・ビリグ』は広い地域で読まれていたと推測されている。
現存する『クタドゥグ・ビリグ』の写本は、オーストリア国立図書館が所蔵するウィーン本、エジプト国立図書館が所蔵するカイロ本、フェルガナ本の3種類が残り、ウィーン本にはウイグル文字、他の版にはアラビア文字が用いられている。ウイグル文字で書かれたウィーン本は1439年にティムール朝治下のヘラートで作成されたものであり、『クタドゥグ・ビリグ』の原本にはアラビア文字が使われていたと考えられている。フェルガナ本は、1913年秋にフェルガナ地方で東洋写本の調査を行っていたバシキール人のアフメト・ゼキ・ヴァリドフ（トガン）によってナマンガンで発見されたものである。校訂版としては1947年にトルコで出版されたR.R.アラトによるテキストなどがあり、トルコ語、ウイグル語、ロシア語、中国語、英語などに翻訳されている 。中国語からの重訳で『幸福の智恵』の書名を冠して全訳が出版された。